# Eisenbahnbrücke Wörmlitz
Die Eisenbahnbrücke Wörmlitz ist eine Eisenbahnbrücke ungefähr vier Kilometer südlich des Stadtzentrums von Halle (Saale). 
Die 1865 eröffnete Segmentbogenbrücke überführt die Bahnstrecke Halle–Hann. Münden über die Saale. Sie ist 264 m lang und besteht aus zehn gleich gestalteten Mauerwerkbogen von 15 m Stützweite. Fünf Bogen queren als Hauptbrücke den Fluss. Zudem gibt es einen Brückenbogen für den Weg zum Pfingstanger auf der Wörmlitzer Seite und vier Bogen als Flutbrücke an den Passendorfer Wiesen bei Schlettau, heute Teil von Angersdorf. Zusammen mit der Eisenbahnbrücke Angersdorf⊙ sorgt sie für einen großen freien Querschnitt im Damm der Bahnstrecke über die Passendorfer Wiesen, sodass die Saale auch bei Hochwasser ungehindert abfließen kann.
Während des Zweiten Weltkriegs wurde die Brücke 1945 von der Wehrmacht gesprengt, um den Vormarsch der amerikanischen Truppen auf Halle zu behindern. Nach dem Krieg wurden die beiden zerstörten Bogen durch solche in Stahlbetonbauweise ersetzt.